# 이성문
이성문(李星門, 1974년 5월 28일~)은 대한민국의 정치인이다. 제8대 부산광역시 연제구청장이다.

## 학력
- 1981 ~ 1983 거제국민학교 전학
- 1983 ~ 1987 부산양정국민학교 졸업
- 1987 ~ 1990 동의중학교 졸업
- 1990 ~ 1993 부산진고등학교 졸업
- 1994 ~ 2002 서울대학교 사회과학대학 경제학 학사

## 경력
- 2003: 제45회 사법시험 합격
- 2006: 사법연수원 제35기 수료
- 2006 ~ 2008: 법무법인 신우 변호사
- 2009 ~ 2014: 법무법인 국제 변호사
- 2014 ~ : 법무법인 율하 변호사
- 2015.09 ~ : 연제구 공동주택관리분쟁조정위원회 위원
- 2015 ~ : 부산광역시 양성평등위원회 위원
- 2016.06 ~ : 부산가정법률상담소 법률상담변호사
- 2018 ~ : 부산고등법원 국선변호인
- 2018 ~ : 부산지방법원 국선변호인
- 2018 ~ : 더불어민주당 부산광역시당 교육특별위원회 위원장
- 2018 ~ : 더불어민주당 법률위원회 부위원장
- 2018.07 ~ 2022.06 : 제8대 부산광역시 연제구청장(민선 7기, 더불어민주당, 초선)
- 2022.07 ~ 2024.05 : 더불어민주당 부산광역시당 연제구 지역위원회 위원장
- 2024.02 ~ 2024.03 : 제22대 국회의원 선거 부산 연제구 더불어민주당 국회의원 후보(진보당 노정현 후보와 단일화로 인한 사퇴)

## 역대 선거 결과
|  | 51.63% |

|  | 39.48% |